# Quận của tỉnh Pyrénées-Atlantiques
3 quận của tỉnh Pyrénées-Atlantiques gồm:
1. Quận Bayonne, (quận lỵ: Bayonne) với 19 tổng và 123 xã. Dân số của quận này là 235.274 người năm 1990, 248.840 người năm 1999, tăng trưởng dân số là 5.77%.
2. Quận Oloron-Sainte-Marie, (quận lỵ: Oloron-Sainte-Marie) với 12 tổng và 155 xã. Dân số của quận này là 74.447 người năm 1990, và 73.117 người năm 1999, tăng trưởng dân số là 1.79%.
3. Quận Pau, (tỉnh lỵ của tỉnh Pyrénées-Atlantiques: Pau) với 21 tổng và 269 xã. Dân số của quận này là 268.795 người năm 1990, và 278.061 người năm 1999, tăng trưởng dân số là 3.45%.